# Audignicourt
Audignicourt è un comune francese di 116 abitanti situato nel dipartimento dell'Aisne della regione dell'Alta Francia.

## Storia

### Simboli
Lo stemma è stato adottato nel 2024. Il grano e il colore verde rappresentano l'agricoltura; il levriero è ripreso dal blasone della famiglia Brunet, marchesi di Évry e antichi signori del luogo; l'aquila è attributo di san Medardo, patrono della parrocchia locale.

### Onorificenze
- Croix de guerre 1914-1918

## Società

### Evoluzione demografica
Abitanti censiti